# NGC 4388
NGC 4388 (również PGC 40581 lub UGC 7520) – galaktyka spiralna (Sb), znajdująca się w gwiazdozbiorze Panny. Została odkryta 17 kwietnia 1784 roku przez Williama Herschela. Należy do Gromady w Pannie. Znajduje się w odległości około 59 milionów lat świetlnych od Ziemi.

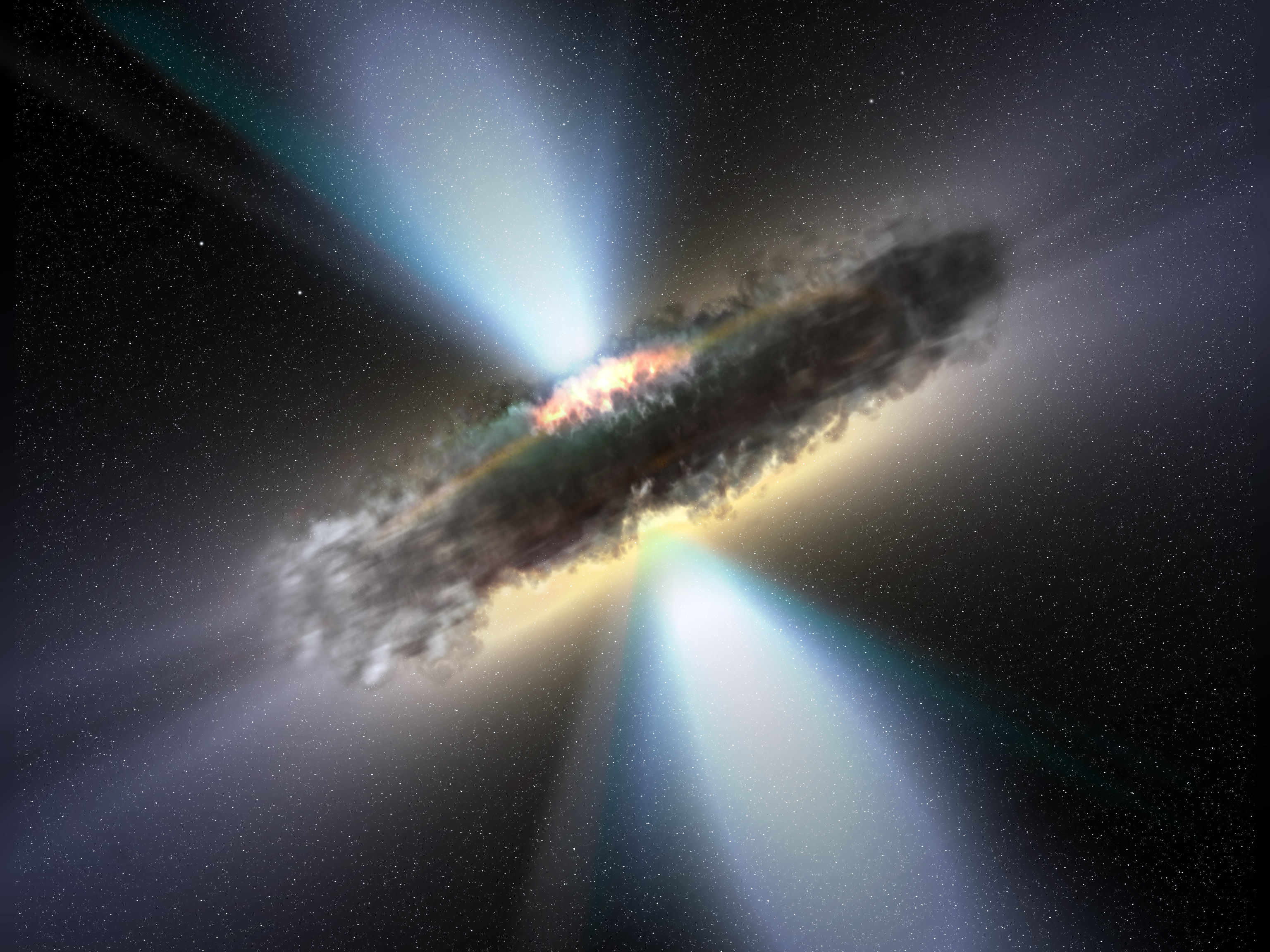
Chmura gazu otaczająca jądro NGC 4388 – wizja artysty

NGC 4388 jest galaktyką aktywną zaliczaną do galaktyk Seyferta. Posiada ona bardzo jasne jądro, które otoczone jest przez ogromną chmurę gazu o rozmiarach sięgających 100 000 lat świetlnych. Chmura gazu prawdopodobnie osłania znajdującą się w jądrze supermasywną czarną dziurę.